# Bảo tàng Witte
Bảo tàng Witte thành lập  năm 1926 toạ lạc tại công viên Brackenridge, San Antonio, Texas.